# 海蘭茲 (紐約州)
海蘭茲（英語：Highlands）是一個位於美國紐約州奧蘭治縣的鎮。

## 人口
根據2020年美國人口普查的數據，海蘭茲的面積為86.65平方千米，當中陸地面積為78.73平方千米，而水域面積為7.92平方千米。當地共有人口12939人，而人口密度為每平方千米149人。